# Четверовластник
Четверовластник (четвертовластник) — библейское новозаветное слово (Лук. 3:1), называющее тетрарха («тетра» = 4) — правителя четвёртой части исторической области Римской империи в Палестине (Palastav или Filastuna) и соседних странах, под верховным владычеством римлян, после завоеваний, сделанных ими в Азии.
Титул четверовластника, означавший изначально правителя одной из четырёх соединённых областей, стал впоследствии независимым от этого числа достоинством.
Четверовластник также мог быть называем общим и более употребительным титулом царя, в широком смысле слова. Ирод Великий получил от римлян титул царя только тогда, когда его власти подчинилась вся Римская Палестина (с Идумеей), а до того времени он был только областным властителем в Палестине, имея титул четвертовластника, дарованный ему римским полководцем Антонием. После смерти Ирода Великого (4 год до н. э.; по другим данным, 1 год до н. э.) области — Батанея, Трахонитида, Авранитида, Гавланитида и Тониада — составили тетрархию Филиппа.

## Четверовластники 29-го года
В пятнадцатый же год правления Тиверия кесаря [28 год],
когда Понтий Пилат начальствовал в Иудее,
Ирод был четвертовластником в Галилее,
Филипп, брат его, четвертовластником в Итурее и Трахонитской области,
а Лисаний четвертовластником в Авилинее,
при первосвященниках Анне и Каиафе, был глагол Божий к Иоанну, сыну Захарии, в пустыне.— Лук. 3:1, 2